# Mjaoji
Mjaoji (tudi ljudstvo Hmong - človek) so ljudstvo, ki živi v jugovzhodni Kitajski, preostali pa so porazdeljeni po severu Tajske, Laosu, Vietnamu, dokaj velika emigrantska populacija pa je tudi v ZDA, kamor so se odselili po državljanski vojni v Laosu, kjer so se po večini borili na strani vlade.
Mjaoji se preživljajo pretežno s poljedelstvom in z živinorejo, pa tudi z rokodelstvom.